# ایوانا لیسیاک
ایوانا لیسیاک (انگلیسی: Ivana Lisjak؛ زادهٔ ۱۷ مارس ۱۹۸۷) یک تنیس‌باز اهل کرواسی است.